# Championnat des Flandres 2018
Le Championnat des Flandres 2018 est une course cycliste d'un jour de catégorie 1.1 disputé le 14 septembre autour de Koolskamp en Belgique. 
C'est la 7e course de la Coupe de Belgique 2018.

## Présentation

### Équipes
| WorldTeams (4)- Lotto NL-Jumbo - Lotto Soudal - Katusha-Alpecin - Trek-Segafredo Équipes continentales professionnelles (9)- Direct Énergie - Israel Cycling Academy - Roompot-Nederlandse Loterij - Sport Vlaanderen-Baloise - Fortuneo-Samsic - Vérandas Willems-Crelan - Vital Concept - Wanty-Groupe Gobert - WB-Aqua Protect-Veranclassic Équipes continentales (7)- Cibel-Cebon - Team Joker Icopal - Roubaix Lille Métropole - SEG Racing Academy - Tarteletto-Isorex - Vlasman Track/Road Continental - BEAT Cycling Club |
| |

### Classement général
| \| Classement général \| Classement général \| Classement général \| Classement général \| Classement général \| \| Coureur \| Coureur \| Pays \| Équipe \| Temps \| \| ------------------ \| ------------------- \| ------------------ \| ---------------------------- \| ------------------ \| \| 1er \| Dylan Groenewegen \| Pays-Bas \| LottoNL-Jumbo \| 4 h 14 min 33 s \| \| 2e \| John Degenkolb \| Allemagne \| Trek-Segafredo \| + 0 s \| \| 3e \| Jasper Stuyven \| Belgique \| Trek-Segafredo \| + 0 s \| \| 4e \| Emiel Vermeulen \| Belgique \| Roubaix Lille Métropole \| + 0 s \| \| 5e \| Bram Welten \| Pays-Bas \| Fortuneo-Samsic \| + 0 s \| \| 6e \| Jonas Van Genechten \| Belgique \| Vital Concept \| + 0 s \| \| 7e \| Baptiste Planckaert \| Belgique \| Katusha-Alpecin \| + 0 s \| \| 8e \| Kenny Dehaes \| Belgique \| WB-Aqua Protect-Veranclassic \| + 0 s \| \| 9e \| Sean De Bie \| Belgique \| Verandas Willems-Crelan \| + 0 s \| \| 10e \| Yoeri Havik \| Pays-Bas \| Vlasman CT \| + 0 s \| |                     |           |                              |                 |
| |                     |           |                              |                 |
| Source : ProCyclingStats |                     |           |                              |                 |
| Classement général |                     |           |                              |                 |
| Coureur | Coureur             | Pays      | Équipe                       | Temps           |
| 1er | Dylan Groenewegen   | Pays-Bas  | LottoNL-Jumbo                | 4 h 14 min 33 s |
| 2e | John Degenkolb      | Allemagne | Trek-Segafredo               | + 0 s           |
| 3e | Jasper Stuyven      | Belgique  | Trek-Segafredo               | + 0 s           |
| 4e | Emiel Vermeulen     | Belgique  | Roubaix Lille Métropole      | + 0 s           |
| 5e | Bram Welten         | Pays-Bas  | Fortuneo-Samsic              | + 0 s           |
| 6e | Jonas Van Genechten | Belgique  | Vital Concept                | + 0 s           |
| 7e | Baptiste Planckaert | Belgique  | Katusha-Alpecin              | + 0 s           |
| 8e | Kenny Dehaes        | Belgique  | WB-Aqua Protect-Veranclassic | + 0 s           |
| 9e | Sean De Bie         | Belgique  | Verandas Willems-Crelan      | + 0 s           |
| 10e | Yoeri Havik         | Pays-Bas  | Vlasman CT                   | + 0 s           |